# Mount Aylmer
Mount Aylmer – szczyt w prowincji Alberta, w Kanadzie, w paśmie Palliser Range (najwyższy szczyt), na granicy Parku Narodowego Banff. Jego wysokość wynosi 3162 m n.p.m. W odróżnieniu od pobliskich szczytów, często bywa ośnieżony. Po raz pierwszy został zdobyty w 1889 roku. Nazwę nadał mu rok później pierwszy zdobywca szczytu, J.J. McArthur. Pochodzi ona od jego rodzinnego miasta Aylmer w Quebecu (dziś jest to część Gatineau).